# سجل إقلاع القسم

تشريح MBR (سجل التمهيد الرئيسي)

سجل إقلاع القسم (بالإنجليزية: Volume Boot Record (VBR))‏ (يعرف أيضا بقطاع إقلاع القسم volume boot sector) وهو نوع من أنواع قطاعات الإقلاع المتعددة، وكان أول ظهور لهذا النوع مع ظهور أجهزة الحاسب الشخصي آي بي إم. ويتواجد في أجهزة التخزين المقسمة أو القابلة للتقسيم مثل الأقراص الصلبة، وكذلك في الأجهزة الغير المقسمة مثل الأقراص المرنة. يحتوي على بعض أكواد الإقلاع (bootstrapping programs) التي تشير إلى برامج  إقلاع مخزنة في مناطق أخرى من جهاز التخزين (كالقرص الصلب)، في المخزنات غير المقسمة يكون هذا السجل هو أول قطاع من أي قسم مستقل، وهذا المسمى لسجل الإقلاع للقسم هو المسمى العام لأول قطاع لأي قسم أو حتى أول قطاع للقرص الصلب (أو أي مخزنات للبيانات) ككل والذي يطلق عليه قطاع الإقلاع الرئيسي Master Boot Record (MBR).
الكود الذي في سجل إقلاع القسم يتم استدعاؤه بطريقة مباشرة بواسطة برنامج على الحاسب يسمى فيرموير أو بطريقة غير مباشرة عن طريق كود موجود في سجل الإقلاع الرئيسي (أو مدير الإقلاع)، جوهريا كل من قطاع إقلاع القسم وقطاع الإقلاع الرئيسي يحمل بنفس الطريقة.

## استدعاء
كود الإقلاع الموجود في سجل إقلاع القسم VBR يفترض أن البيوس أسس هيكل البيانات العام وتهيئة العتاد. وهذا الكود لا يفترض أكثر من 32 كيلو بايت من الذاكرة لعملية الفشل الآمن fail-safe operation، وإن أراد حجم أكبر من الذاكرة فإنه يجب أن يرسل الاستعلام المشهور لطلب INT 12h المزيد، حيث أن الأكواد السابقة للإقلاع يمكن أن يكون في مكان آخر من الذاكرة.
مواصفات لاقلاع البيوس تسمح بذاكرة مقدارها 64 كيلو بايت من عنوان الذاكرة 0000h:7C00h إلى العنوان 0000h:FFFFh ويكون ذلك كذاكرة مؤقتة.